# Abbi Jacobson
Abbi Jacobson (Wayne, Pensilvania; 1 de febrero de 1984) es una humorista, escritora, actriz e ilustradora estadounidense. Es conocida por cocrear y coprotagonizar en Comedy Central la serie Broad City con Ilana Glazer, basada en la serie web del mismo nombre.

## Biografía
Jacobson es la hija de Susan Komm, una artista, y Alan Jacobson. Es judía y fue criada en Wayne, Pensilvania, donde asistió a la Valley Forge Middle School y a la Conestoga High School. Estudió artes plásticas y producción de video en el Maryland Institute College of Art, donde estudió comedia en vivo durante un año con el poeta Jeremy Sigler con un breve período de estudio actuando en el Emerson College.
Se mudó a Nueva York después de graduarse en MICA en el año 2006. Comenzó a tomar clases en la Atlantic Theatre Company y el Upright Citizens Brigade Theatre, donde conoció a Ilana Glazer.

## Carrera

### Broad City
De 2009 a 2011, Jacobson y Glazer escribieron y actuaron en una serie web titulada Broad City, que se centraba en sus vidas en Nueva York. La serie fue nominada para un Premio ECNY a la Mejor Serie Web. Fue bien recibida por los críticos y desarrolló un seguimiento de culto. En la Upright Citizens Brigade, Jacobson y Glazer adaptaron la serie a un espectáculo en vivo en el que tocaron, llamado Broad City Live.
En 2011, en el canal de televisión por cable FX y trabajando con Amy Poehler como productora, comenzaron a producir una nueva versión de su serie para televisión. Sin embargo, la red no aprobó el guion y decidió no seguir con el desarrollo. Glazer y Jacobson entonces se acercaron al canal Comedy Central, que accedió a comprar el guion de FX y ordenar un episodio piloto.

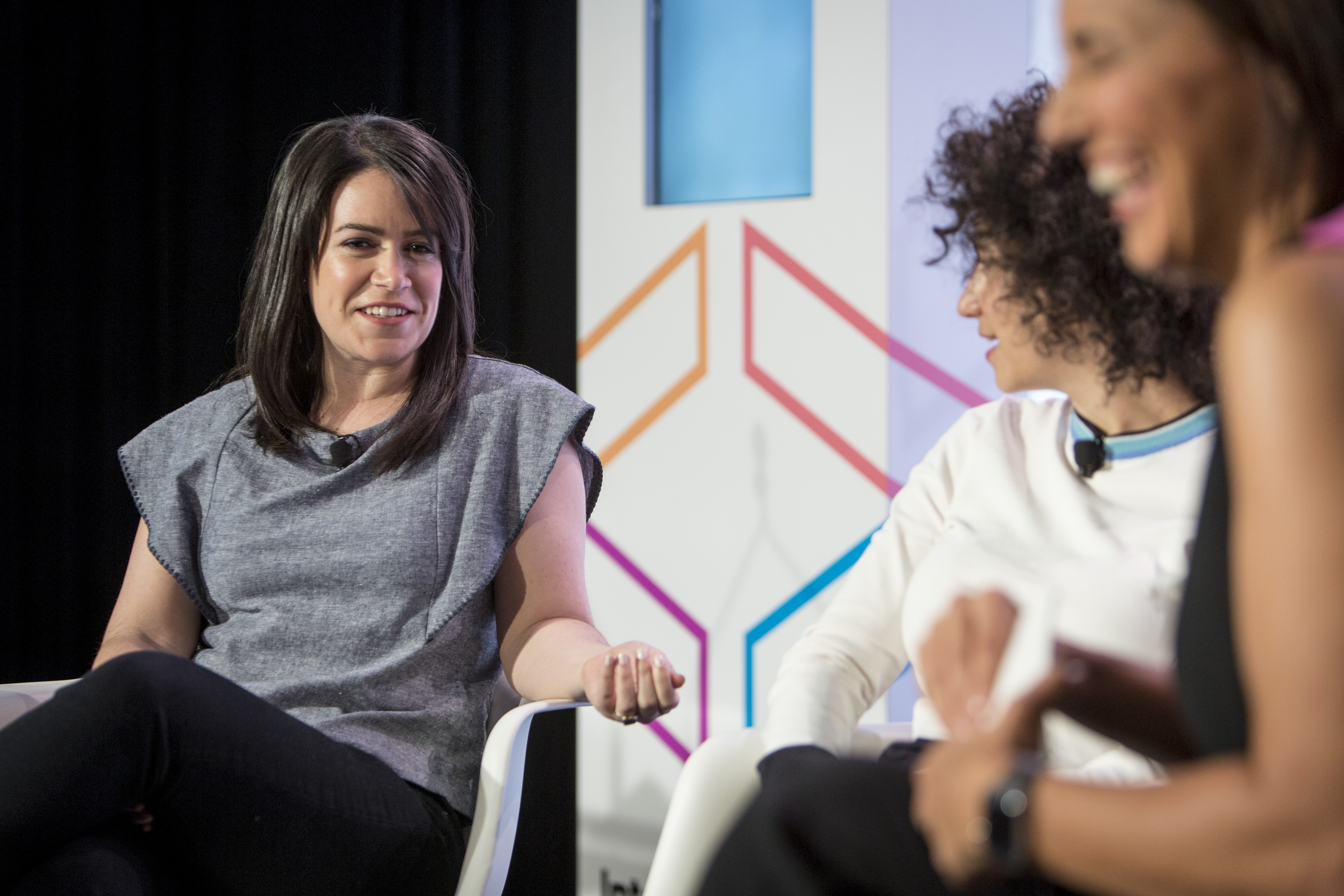
Jacobson y Glazer en la "Semana de Internet" de 2015.

Broad City hizo su estreno en televisión en enero de 2014 y fue recibida con críticas positivas y fuertes calificaciones, convirtiéndose en la primera temporada de una serie de Comedy Central con la calificación más alta desde 2012, y con los mejores índices de audiencia entre adultos de entre 18 y 34 años, con un promedio de 1.2 millones de espectadores por episodio.
La serie ha recibido aclamación crítica de los aficionados y críticos por igual. Metacritic observó que la primera temporada recibió "generalmente críticas favorables", dándole una puntuación de 75 sobre 100, basada en las críticas de 14 críticos. Karen Valby, de Entertainment Weekly, describió la serie como una "comedia muy rara, extrañamente dulce y completamente hilarante". El Wall Street Journal se refirió al programa como "Feminismo de ataque furtivo". El crítico Megan Angelo cita a Abbi Jacobson, principal estrella de Broad City de Comedy Central: "Si observas uno de nuestros episodios, no hay un gran mensaje, pero si los observas con atención, creo que están capacitando a las mujeres". Caroline Framke, de A.V. Club, escribió que Broad City "merecía la pena verse" a pesar de su "premisa bien traicionada", y que la serie es "notablemente poseída, incluso en su primer episodio".
La primera temporada del programa recibió una calificación de 96% "Certified Fresh" en Rotten Tomatoes, basada en las críticas de 23 críticos, con el consenso del sitio afirmando: "De sus talentosos productores a su escritura inteligente y excelentes pistas, Broad City tiene un pedigrí excepcional". A.V. Club nombró a Broad City el segundo mejor programa de televisión de 2014 en su primera temporada.
En febrero de 2014, Comedy Central renovó la serie para una segunda temporada. La segunda temporada recibió críticas positivas, con Metacritic dándole una puntuación de 89 sobre 100, basada en críticas de 8 críticos, lo que indica "aclamación universal". Rotten Tomatoes dio a la segunda temporada una calificación del 100%, basada en las críticas de 11 críticos, con el consenso del sitio afirmando: "Conducida por dos de las mujeres más divertidas de la televisión, Broad City utiliza la química vibrante de sus estrellas para dar un elemento de autenticidad al espectáculo de la caótica, pero esclarecedora marca de comedia".
En enero de 2015, la serie fue renovada para una tercera temporada, que se estrenó el 17 de febrero de 2016. En enero de 2016, la serie fue renovada por una cuarta y quinta temporada.

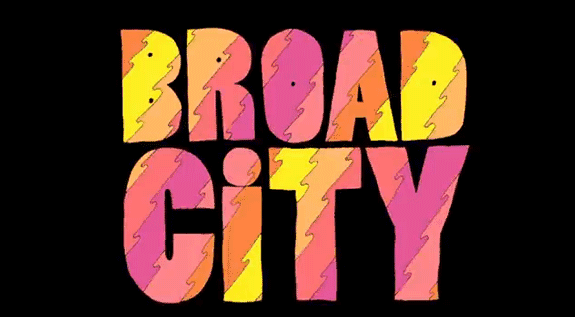
Logo de Broad City.

### Otros trabajos
En 2011, Jacobson escribió y actuó en una exposición individual llamada Welcome to Camp, que se desarrolló en Nueva York y Los Ángeles.
En diciembre de 2015, Jacobson fue parte del reparto en la película Person to Person, actuando junto a Michael Cera y Philip Baker Hall, y la cual fue escrita y dirigida por Dustin Guy Defa. Jacobson también fue protagonista de la película animada The Lego Ninjago Movie, estrenada el 22 de septiembre de 2017.

### Ilustración

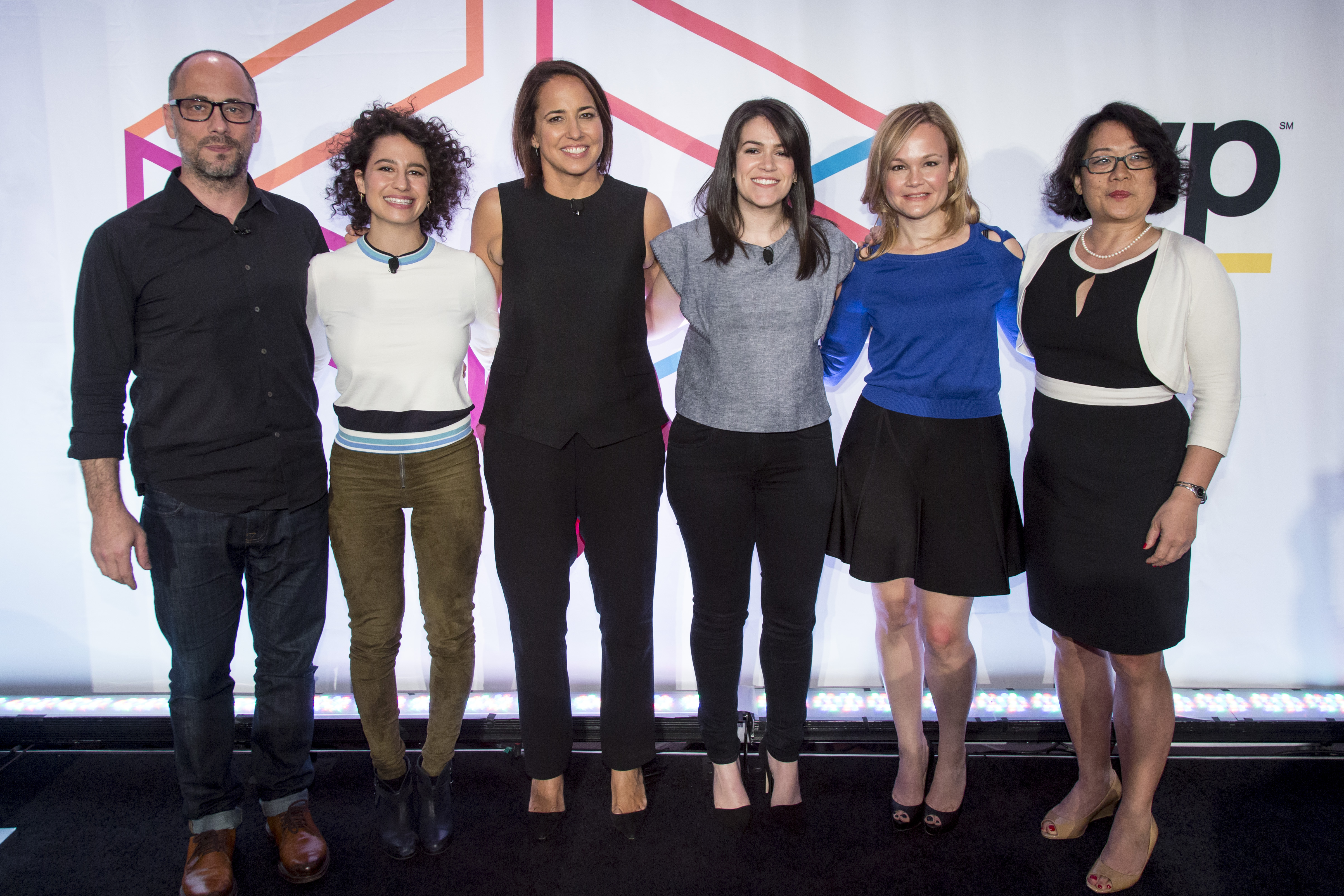
Abbi Jacobson e Ilana Glazer en el primer día de la "Semana de Internet", en Nueva York, el 18 de mayo de 2015.

En 2013, Jacobson publicó dos libros para colorear con Chronicle Books: Color This Book: New York City y Color This Book: San Francisco. Jacobson también ilustró un libro titulado Carry This Book, publicado en octubre de 2016 por Viking Press. Este último ofrece ilustraciones coloridas y humorísticas de los contenidos imaginarios de bolsos de las varias celebridades. "Siempre me ha intrigado lo que la gente lleva consigo. Puede decirte todo", asegura Jacobson en la introducción del libro. Bien recibido por los críticos, Carry This Book fue un bestseller del New York Times.

## Filmografía

### Cine

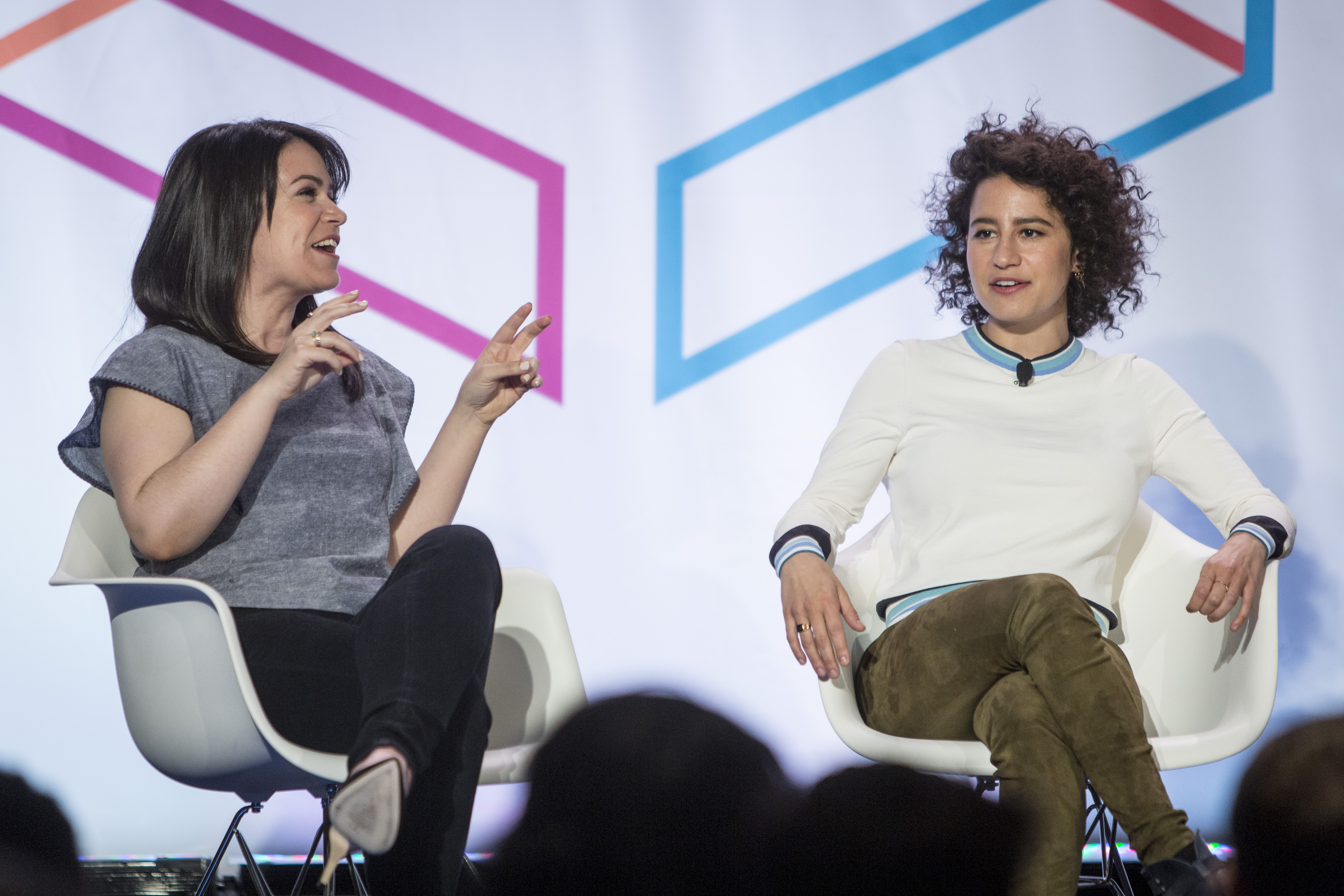
Abbi Jacobson e Ilana Glazer en la "Semana de Internet" de 2015.

| Año  | Título                           | Papel          | Notas                    |
| ---- | -------------------------------- | -------------- | ------------------------ |
| 2009 | Revelation 13                    | Danielle       |                          |
| 2011 | Special Things to Do             | Mary           | Cortometraje             |
| 2011 | Upload                           | Elaine         | Cortometraje             |
| 2014 | Intimate Semaphores              | Studio Mate    | Segmento: "High and Dry" |
| 2014 | High and Dry                     | Studio Mate    | Cortometraje             |
| 2016 | Malditos vecinos 2               | Jessica Baiers |                          |
| 2016 | The Master: A Lego Ninjago Short | Chicken (voz)  | Cortometraje             |
| 2016 | An Ode to Hannibal Buress        | Ella misma     | Cortometraje             |
| 2017 | Person to Person                 | Claire         |                          |
| 2017 | The Lego Ninjago Movie           | Nya (voz)      |                          |
| 2018 | 6 globos                         | Katie          |                          |
| TBA  | The Girl in the Show             | Ella misma     | Documental               |
| 2021 | The Mitchells vs. the Machines   | Katie Mitchell | Voz                      |

### Televisión
| Año           | Título                                                              | Papel                          | Notas                                                                         |
| ------------- | ------------------------------------------------------------------- | ------------------------------ | ----------------------------------------------------------------------------- |
| 2010          | Vag Magazine                                                        | Moon Cup                       | Episodio: "Feminist Sweepstakes"                                              |
| 2010–2011     | Broad City                                                          | Abbi Abrams                    | Serie web; 15 episodios                                                       |
| 2011          | Inside the Actor's Studio Apartment                                 | Abbi Jacobson                  |                                                                               |
| 2012          | Jest Originals                                                      | Reenactment Amanda             | Episodio: "I Didn't Know I Was Gilbert Gottfried"                             |
| 2012          | Moms V. Pros                                                        |                                | 4 episodios                                                                   |
| 2012          | Rejected Pitches                                                    | Amy Heckerling                 | Serie web, episodio: "Look Who's Talking"                                     |
| 2012          | Chronic Gamer Girl                                                  |                                |                                                                               |
| 2013          | The Lineup                                                          |                                | Episodio: "Date Night Ft. Abbi Jacobson"                                      |
| 2013          | CollegeHumor                                                        |                                | Episodio: "Jake and Amir/All-Nighter: Jake and Amir's Dream"                  |
| 2014–2019     | Broad City                                                          | Abbi Abrams                    | 30 episodios; también creadora                                                |
| 2014          | @midnight                                                           | Ella misma                     | Temporada 2, episodio 21                                                      |
| 2014          | Getting Doug with High                                              | Ella misma                     | Episodio: "Reggie Watts, Broad City"                                          |
| 2014          | Comedy Central's All-Star Non-Denominational Christmas Special      | Ella misma                     | Especial de televisión                                                        |
| 2015          | Late Show with David Letterman                                      | Ella misma                     | Episodio: "Don Cheadle/Ilana Glazer & Abbi Jacobson/Mikky Ekko"               |
| 2015          | Lucas Bros. Moving Co.                                              | Sister Sister (voz)            | Episodio: "Sister Sister Sister"                                              |
| 2015          | Inside Amy Schumer                                                  | Abbi                           | Episodio: "80s Ladies"                                                        |
| 2015          | The Untitled Web Series That Morgan Evans Is Doing for MTV          | Blanche                        | 1 episodio                                                                    |
| 2015          | Night of Too Many Stars: America Comes Together for Autism Programs | Ella misma                     | Especial de televisión                                                        |
| 2015          | The Nightly Show with Larry Wilmore                                 | Ella misma, miembro del jurado | Episodio: "FIFA Scandal & the Briefcase"                                      |
| 2015          | The Chris Gethard Show                                              | Ella misma                     | Episodio: "Show Us the Weirdest Thing About Your Body"                        |
| 2015          | The Meltdown with Jonah and Kumail                                  | Ella misma                     | Episodio: "The One with the Replacement Hosts"                                |
| 2015          | Lip Sync Battle                                                     | Ella misma, competidora        | Episodio: "Abbi Jacobson vs. Ilana Glazer"                                    |
| 2015          | Pickle and Peanut                                                   | Sneaky Patty (voz)             | Episodio: "A Cabbage Day Miracle/Springtime for Christmas/Yellow Snow"        |
| 2015-2016     | The Tonight Show Starring Jimmy Fallon                              | Ella misma                     | 2 episodios                                                                   |
| 2016          | The Characters                                                      | Abbi                           | Episodio: "Paul W. Downs"                                                     |
| 2016          | BoJack Horseman                                                     | Emily (voz)                    | 4 episodios                                                                   |
| 2016          | Today                                                               | Ella misma                     | Episodio del 16 de febrero de 2016                                            |
| 2016          | The View                                                            | Ella misma                     | Episodio: "Abbi Jacobson & Ilana Glazer"                                      |
| 2015-2016     | Las noticias de Jon Stewart                                         | Ella misma                     | 2 episodios                                                                   |
| 2016          | The Ellen DeGeneres Show                                            | Ella misma                     | Episodio: "Sylvester Stallone & Gabrielle Reece/Abby Jacobson & Ilana Glazer" |
| 2015-2016     | Jimmy Kimmel Live!                                                  | Ella misma                     | 2 episodios                                                                   |
| 2016          | The Late Late Show with James Corden                                | Ella misma                     | Episodio: "Emilia Clarke/Abbi Jacobson & Ilana Glazer/Rachel Feinstein"       |
| 2016          | Good Morning America                                                | Ella misma, autora             | Episodio del 25 de octubre de 2016                                            |
| 2015-2016     | The Late Show with Stephen Colbert                                  | Ella misma                     | 4 episodios                                                                   |
| 2015-2016     | Live with Regis and Kathie Lee                                      | Ella misma                     | 2 episodio                                                                    |
| 2016          | WGN Morning News                                                    | Ella misma                     | Episodio del 27 de octubre de 2016                                            |
| 2014-2016     | Late Night with Seth Meyers                                         | Ella misma                     | 3 episodios                                                                   |
| 2017          | Portlandia                                                          |                                | 2 episodios                                                                   |
| 2018-2023     | (Des)encanto                                                        | Princesa Bean (voz)            | Serie animada original de Netflix                                             |
| 2022-presente | A League of Their Own                                               | Carson Shaw                    | Serie original de Prime Video                                                 |

## Anuncios de televisión
| Año  | Publicidad              |
| ---- | ----------------------- |
| 2015 | Rise of the Tomb Raider |
| 2017 | General Electric        |
| 2017 | The LEGO Ninjago Movie  |